# 赤堀容子
赤堀 容子（あかほりようこ）は、国際会議通訳、情報テレビ番組キャスター。テレビリポーター。ラジオDJ。
神奈川県横浜市出身。血液型 A型。元「高橋圭三プロ」所属。

## 過去の担当番組
- NHK.BS 特番/ニュース　ナレーション
- 千葉テレビ放送「房総の魅力500選めぐり」
- 千葉テレビ放送「MOONラビット」
バブル経済期に製作された情報生番組。

- TVK テレビ神奈川「おしゃべりトマト」～横浜タカシマヤ　バラのティータイム～
- TBS 『解体新書』
- テレビ朝日『朝まで生テレビ』

- 「L・Wellness〜素敵にトランタン〜」
JFN系列Bラインの午前のワイド番組として、途中11:00 - 11:30はAラインのAGFコーヒータイム（のちのディア・フレンズ）を内包し、11:55まで放送されていた。